# Cucq
Cucq település Franciaországban, Pas-de-Calais megyében. Lakosainak száma 5165 fő (2022. január 1.). Cucq Le Touquet-Paris-Plage, Merlimont, Saint-Josse és Étaples községekkel határos.

## Népesség
A település népességének változása:
| Lakosok száma | 5128 | 5123 | 5229 | 5121 | 5092 | 5059 | 5094 | 5130 | 5165 |
|               | 2013 | 2015 | 2016 | 2017 | 2018 | 2019 | 2020 | 2021 | 2022 |